# Vila Evžena Linharta
Vila Evžena Linharta je rodinný dům v Praze 6 - Dejvicích, na Hanspaulce, na nároží ulic Na pernikářce, Zvonická a Na viničních horách, s adresou Na Viničních horách čp. 774/46. Areál rodinného domu čp. 774 tvoří vila, zahrada a její oplocení, od roku 1996 je chráněn jako kulturní památka s evidenčním číslem 11247/1-2241. Vchod je z ulice Na Pernikářce. Díky sousední prázdné a zpustlé parcele vila v posledních letech získala dominantní polohu v pohledu z ulice Na Viničních horách.
Vilu postavil architekt Eugen Linhart pro svou rodinu v létech 1927–29. Jde o významné dílo českého funkcionalismu, o kterém se píše i v zahraniční literatura. Stavba vychází z emocionální koncepce a opírá se o Corbusierův příklad. Velký význam pro objekt mají jeho technické a výtvarné detaily. Dům postavený na půdorysu písmene L se skládá z jednoduchých geometrických objemů, s řadou jemně formovaných detailů.

## Historie

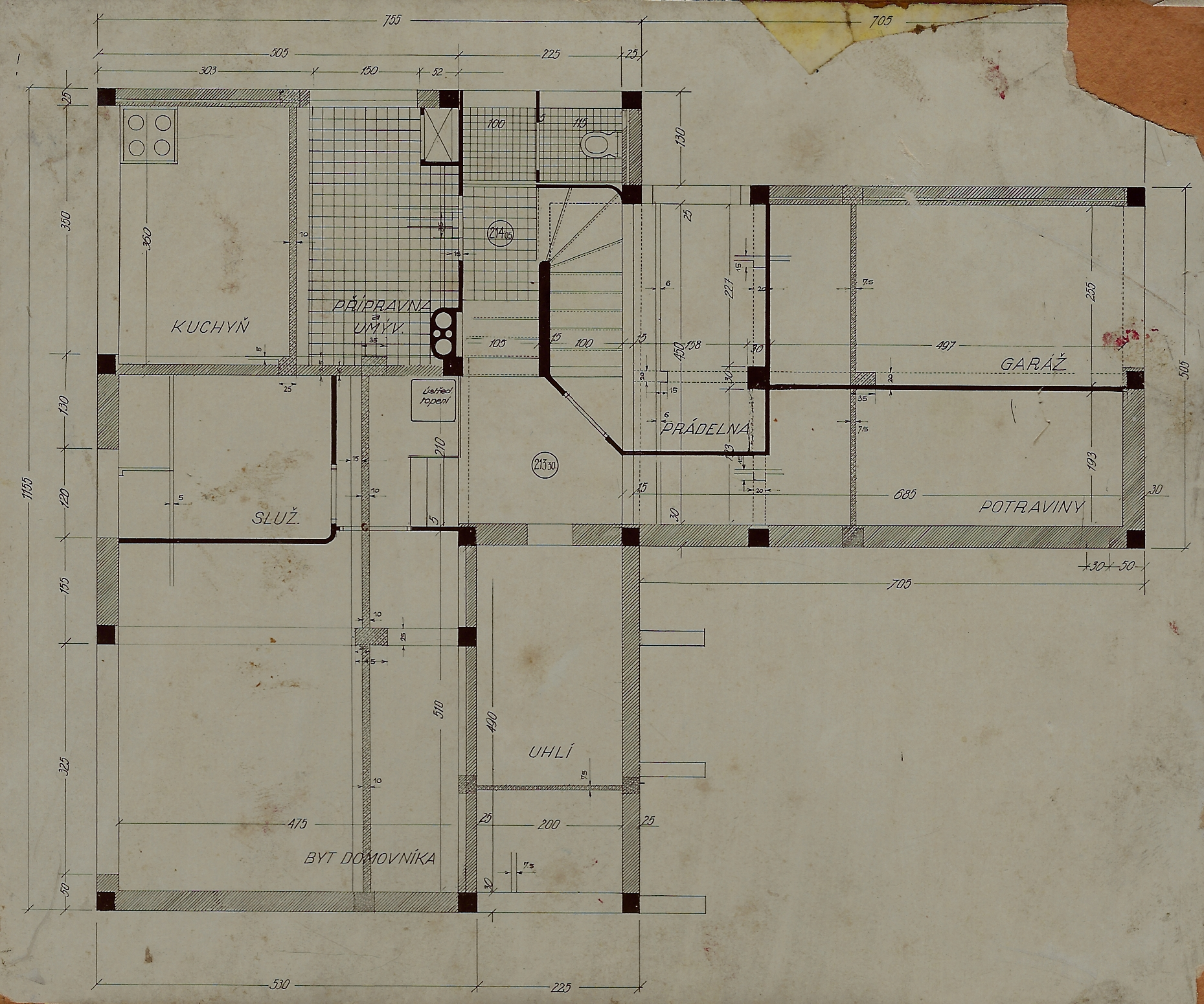
Původní plány suterénu

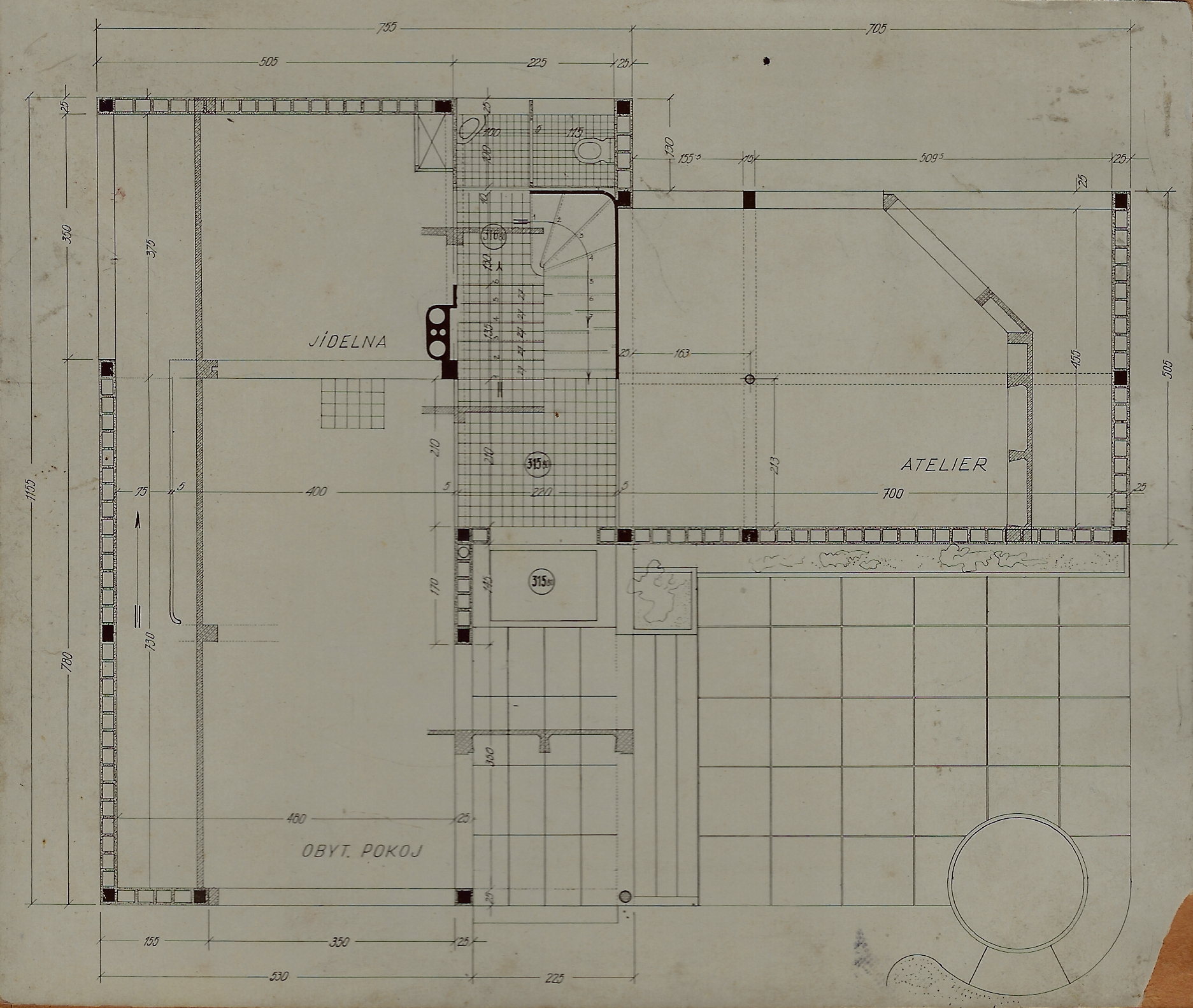
Původní plány přízemí

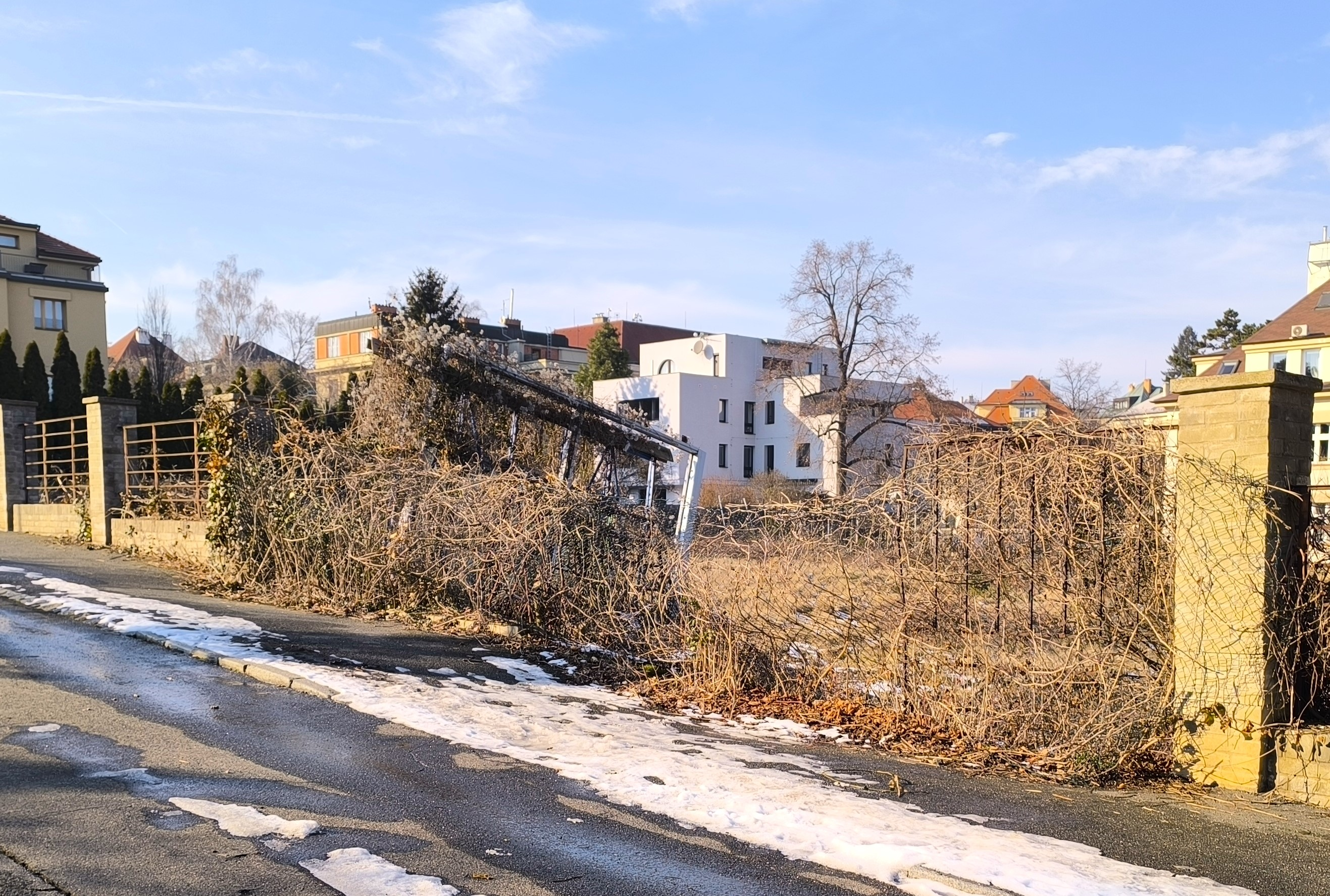
Pohled z ulice Na Viničních horách

Dům byl postaven v letech 1927–1929, stavitelem byl Karel Mužík. Stavební povolení bylo vydáno 23. září 1927, povolení k obývání objektu a popisné číslo byly vydány v roce 1929. Během výstavby došlo v roce 1928 k prasknutí překladu nade dveřmi a stavba byla pozastavena. Stavitel musel přezkoumat statický výpočet a provést zatěžovací zkoušky konstrukce a předložit výsledky, poté byla stavba znovu obnovena a v roce 1929 dokončena. Proti původním plánům došlo k několika změnám – byly přemístěny kuchyně a umývárny v suterénu, koupelny byly odděleny od skladiště a na místě původního sklepa byla zřízena prádelna. Světlá výška místností v suterénu byla upravena na 3 metry. Garážová vrata byla nakonec provedena jako skládací, proti původně navržené stahovací žaluzii. V přízemí byl v podlahách použit 3 cm heraklit místo původně plánovaného 11 cm násypu škváry – tím se výrazně snížilo zatížení stropu a vyřešil se tak největší problém nosnosti železobetonové monolitické konstrukce.
Vila je po celou dobu ve vlastnictví rodu Evžena Linharta, takže u ní nedošlo k žádným necitlivým zásahům. V roce 2018 byla vlastníkem domu paní Jindra Prchalová–Linhartová, vnučka architekta Evžena Linharta a dcera Ing. Evžena Linharta.
V roce 1958 byla v suterénu zřízena prodejna a sklad drogerie prodejny ve Vodičkově ulici. Z tohoto důvodu došlo ke zřízení šachty na spouštění zboží z bývalého větracího otvoru v parapetu výkladce. V roce 1985 vyměnili majitelé kotel, který byl původně na pevná paliva, na plynový – odkouření bylo provedeno stávajícím komínem. V červnu roku 1996 byly vyměněny „výplňové prvky“ – podmínkou bylo vytvoření kopií původních. Nová okna a dveře mají členění ve stejném poměru a rozměrově a barevně se jedná o repliky původních výplní.
V roce 1997 byla provedena rozsáhlá oprava domu, byly především odstraněny technické nedostatky pláště fasády. Byla provedena sanace obvodového zdiva, jeho zpevnění a budova byla zateplena při zachování původního charakteru architektonického vzhledu rodinné vily. Postupy i materiály byly pravidelně konzultovány s pracovníky Ústavu památkové péče v Praze. Došlo ke kompletní výměně krycí vrstvy ploché střechy, terasy a bylo opraveno oplocení. Asfaltová lepenka v části střechy nad kuchyní nahrazena oplechováním po celé ploše a došlo k výměně rákosových podkladů. Rekonstrukce byla dokončena 30. listopadu 1997, na rekonstrukci byl poskytnut příspěvek Magistrátu hlavního města Prahy v celkové výši 453.729 Kč. Na jaře a v létě roku 2008 byla provedena zatím poslední stavební úprava objektu – přistavěna byla vjezdová vrata a přístřešek pro auto majitelky.

## Konstrukce
Vila stojí na monolitické nosné konstrukci, kterou tvoří 19 železobetonových pilířů probíhajících celou výškou budovy. Tento železobetonový skelet je vyplněn zdivem z izostonových tvárnic síly 25 cm bez nosné funkce. Specifickým použitím železobetonového skeletu Linhart zpochybnil klasickou představu o tíži architektonické hmoty.